# Pselaphelia mariatheresae
Pselaphelia mariatheresae is een vlinder uit de familie nachtpauwogen (Saturniidae). De wetenschappelijke naam van deze soort is voor het eerst geldig gepubliceerd in 2002 door Darge.
De soort komt voor in tropisch Afrika.